# Type 89 (mitragliatrice aeronautica)
La Type 89 era una mitragliatrice aeronautica brandeggiabile da installazione fissa prodotta in Giappone negli anni trenta e quaranta, dotazione standard dei velivoli utilizzati sia dalla Dai-Nippon Teikoku Rikugun Kōkū Hombu, la componente aerea dell'esercito imperiale giapponese, che dalla Dai-Nippon Teikoku Kaigun Kōkū Hombu, la componente aerea della marina imperiale giapponese, nel periodo prebellico e durante la seconda guerra mondiale.

## Velivoli utilizzatori
(lista parziale)
 Giappone
- Kawasaki Ki-32
- Kawasaki Ki-48
- Mitsubishi Ki-30
- Mitsubishi Ki-46
- Mitsubishi A5M
- Mitsubishi F1M
- Nakajima Ki-19
- Nakajima Ki-49
- Yokosuka K5Y